# Patrik Lukáč
Patrik Lukáč (* 5. prosince 1994, Prešov) je slovenský fotbalový brankář, od ledna 2016 působící v FO ŽP Šport Podbrezová.

## Klubová kariéra
Svoji fotbalovou kariéru začal v Partizánu Bardejov, odkud v průběhu mládeže zamířil do Tatranu Prešov. V létě 2012 odešel do českého týmu FK Teplice. V sezoně 2012/13 chytal za juniorský tým Teplic.
V únoru 2015 přestoupil do týmu z Česka FC Slovan Liberec. V 1. české lize debutoval 23. 5. 2015 v utkání proti FC Vysočina Jihlava (prohra 0:4). Po sezoně 2014/15 v Liberci skončil a v září 2015 se vrátil do vlasti, když podepsal smlouvu s FK Senica. V klubu působil do konce podzimu 2015. V lednu 2016 přestoupil do FO ŽP Šport Podbrezová.